# Age of Pirates: Caribbean Tales
Age of Pirates: Caribbean Tales (tiếng Nga: Корсары III, Corsairs III), là một game thuộc thể loại nhập vai lấy bối cảnh thời đại Khám phá do hãng Akella phát triển. Do các vấn đề pháp lý, nó không mang tên của tựa game cướp biển trước đó của nhà phát triển gồm Sea Dogs và Pirates of the Caribbean. Không giống như Pirates of the Caribbean, Age Of Pirates được phát triển với mục đích đóng vai trò như là một phần tiếp theo đúng với Sea Dogs bất chấp sự thay đổi tên gọi, và ghi chép lại câu chuyện của Blaze Sharp và Beatrice Sharp, hai đứa con của nhân vật chính từ bản gốc. Phần tiếp theo của trò chơi đã được phát hành vào ngày 26 tháng 5 năm 2009 mang tên Age of Pirates 2: City of Abandoned Ships

## Lối chơi
Age of Pirates Caribbean Tales có lối chơi diễn ra theo nhiều cách khác nhau. Có những yếu tố khác biệt trên đất liền và trên biển.
1) Đi thuyền trên bản đồ: thời gian tăng tốc lên để bù đắp cho việc đi lại xung quanh bản đồ; khi người chơi dong buồm quanh quẩn một số hòn đảo vùng biển Caribbean, người chơi có thể chọn cập bến, tấn công tàu bè hoặc đi xuyên qua bão.
2) Đi thuyền trong thời gian thực: trên biển là nơi xảy ra các trận hải chiến khốc liệt, cũng như lái tàu trong thời gian thực; chèo chống qua những cơn bão tố cũng diễn ra trong thời gian thực.
3) Đường bộ: có nhiều cách khác nhau mà người chơi có thể làm trên bộ; một vài trong số đó bao gồm chiến đấu trên boong tàu, đánh kiểu một chọi một với thuyền trưởng, và đi dạo xung quanh thị trấn để thu thập thủy thủ và nhu yếu phẩm.

## Phê bình và Mod
Như đã thấy trong một số bài đánh giá game bên dưới: "Vô số các góc cạnh thô ráp và một số lỗi lớn làm hỏng toàn bộ tiềm năng giải trí từ viên ngọc trai kém phát triển đầy tham vọng này." Game gặp phải vấn đề tương tự như người tiền nhiệm, với CTD thường xuyên và sự chậm lại ngay cả trên các dòng máy cao cấp nhất, mặc dù bản vá lỗi mới nhất mang lại những cải thiện đáng chú ý về độ ổn định.
Trò chơi cũng có cả một cộng đồng mod tích cực, điều này cũng giải quyết được nhiều vấn đề về tính ổn định của trò chơi.
David Soriano của IGN Tây Ban Nha đã chỉ trích bản lồng tiếng Tây Ban Nha của tựa game này khi xếp nó là một trong mười bản lồng tiếng cho game tồi tệ nhất dành cho tiếng Tây Ban Nha và gọi nó là bản lồng tiếng tệ nhất cho một tựa game, ít nhất là ở Tây Ban Nha. Ông nhận xét "chúng tôi không biết nội dung nào trong nghiên cứu [mà game được lồng tiếng]."